# Gerd Roscher
Gerd Roscher (* 1943) ist ein deutscher Dokumentarfilmer und Hochschullehrer an der Hochschule für bildende Künste Hamburg.
Nach dem Studium der Germanistik und Philosophie in München und Frankfurt erhielt er 1972 eine Professur für Dokumentarfilm und Video in Hamburg. In den 1970er Jahren beschäftigte er sich schwerpunktmäßig mit dem Genre Zielgruppenfilm und dem – damals – „Neuen Medium“ Video, speziell dessen Bedeutung für Medienzentren und Videozeitschriften. Daraus entstand zu Beginn der 1980er Jahre eine Auseinandersetzung mit Videokunst, Experimentalfilmen und mit der Debatte um den essayistischen Film. In den 1990er Jahren kam der Forschungsbereich der visuellen Anthropologie hinzu. Seit seiner Emeritierung 2008 arbeitet er an einem Dokumentationsprojekt über den Afrikaforscher Albrecht Roscher.

## Filmografie (Auswahl)
- 1979: Wir machen unsere Filme selbst
- 1980: Ich möchte einmal am Sender stehen
- 1982: Propaganda als Waffe
- 1985: Fragebogen im IV. Reich
- 1988: Sonst ist auch das Ende verdorben
- 1989: Die letzte Passage
- 1991: Jenseits der Grenze
- 2000: Ritual der schwarzen Sonne
- 2013: Kurze Schatten